# Текстильная застёжка

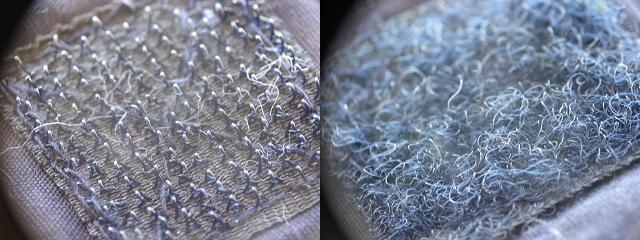
Ответные части застёжки

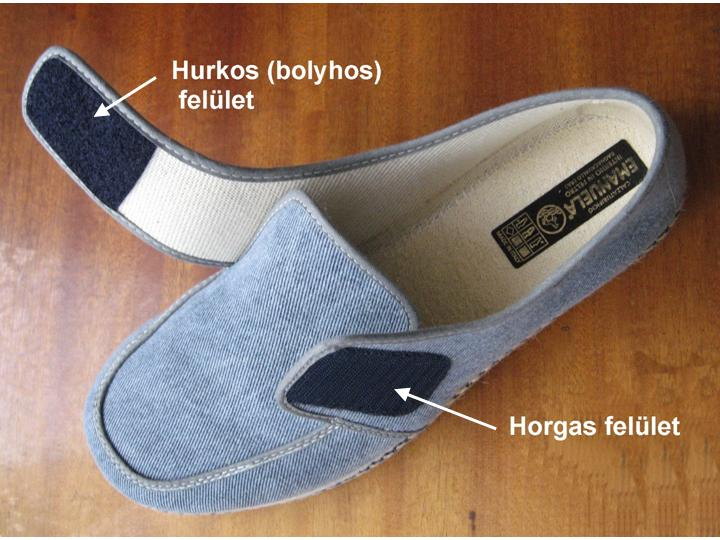
Застёжки на обуви

Застёжка текстильная (липучка, Velcro, лента Velcro, лента-контакт, репейник) — застёжка, применяемая в лёгкой промышленности. Является удачным примером биомиметики, так как принцип заимствован от способа зацепления шаровидных соцветий-корзинок репейника с крючковатыми обёртками.
Разновидность застёжки представляет собой пару текстильных лент, на одной из которых размещены микрокрючки, на другой — микропетли. При соприкосновении двух лент микрокрючки цепляются за микропетли и крепко держат, «прилипают» одна к другой. Широко применяется в швейной и обувной промышленности, для специальных изделий и др.
Микропетли имеют гораздо более короткий срок службы, чем микрокрючки. Текстильная застёжка перестаёт работать, когда микропетли растягиваются. В случаях частого ежедневного использования текстильная застёжка имеет ограниченный срок службы.
Velcro — зарегистрированный товарный знак во многих странах.

## История
Идея изобретения пришла в 1941 году швейцарскому инженеру Жоржу де Местралю, патент был получен в 1955 году.
Жорж де Местраль привык после прогулки с собакой снимать с её шерсти головки репейника. Однажды он рассмотрел их под микроскопом, благодаря которому увидел крохотные крючки, с их помощью головки цепляются за шерсть животных (например, собак). Так у де Местраля появилась идея застёжки-липучки. На её реализацию у инженера ушли годы проб и ошибок, в результате которых изобретатель понял, что липучки лучше всего делать из нейлона.
В 1955 году де Местраль смог наконец запатентовать своё изобретение. Первыми текстильные застёжки начали использовать космонавты, аквалангисты и горнолыжники. Со временем застежки-липучки получили широкое распространение, став обычной деталью повседневной одежды и обуви.